# Guerra ítalo-turca
La guerra ítalo-turca o turco-italiana, también conocida en Italia como guerra de Libia (Guerra di Libia) y en Turquía como guerra de Tripolitania (Trablusgarp Savaşı), fue un conflicto armado entre el Imperio otomano y el Reino de Italia que transcurrió entre 1911 y 1912. Italia atacó las provincias otomanas de Tripolitania, Fezán y Cirenaica, que juntas constituyen la Libia actual. Las fuerzas italianas también ocuparon el archipiélago del Dodecaneso en el mar Egeo.
Al principio del conflicto, Italia estuvo de acuerdo en la devolución de las islas al Imperio otomano mediante el Tratado de Ouchy en 1912 (también conocido como Primer Tratado de Lausana de 1912, que fuera firmado en el Castillo de Ouchy de Lausana). Sin embargo, la vaguedad del texto permitió una administración provisional italiana de las islas y Turquía, finalmente, renunciaría a toda demanda sobre estas islas por el Artículo 15 del Tratado de Lausana en 1923. 
Por otro lado, en el norte de África, Turquía debía retirar todas sus fuerzas militares y personal administrativo de Libia, de acuerdo con el artículo 2 del Tratado de Ouchy. Los italianos unificaron las provincias de Tripolitania, Cirenaica y Fezzan para formar la colonia italiana de Libia.
Esta guerra supuso un precedente importante de la Primera Guerra Mundial e influyó en el contencioso nacionalista en los Estados balcánicos. Considerando cómo los italianos habían derrotado fácilmente a los desorganizados otomanos, los miembros de la Liga Balcánica atacaron al Imperio otomano antes de que la guerra con Italia hubiera terminado.
La guerra ítalo-turca fue un banco de pruebas de los numerosos avances tecnológicos usados en la Gran Guerra; sobre todo el aeroplano. El 23 de octubre de 1911, el piloto italiano capitán Carlo Piazza en un aeroplano Blériot XI voló sobre las líneas turcas en una misión de reconocimiento, y el 1 de noviembre el subteniente Giulio Gavotti dejó caer la primera bomba aérea de la historia sobre las tropas turcas en Libia. Los turcos, a pesar de no disponer de armamento antiaéreo, fueron los primeros que derribaron un avión desde tierra, mediante fuego de fusil.
En ella participarían oficiales que llegarían más adelante a alcanzar grandes responsabilidades en sus países, como Pietro Badoglio, primer ministro de Italia, o Mustafa Kemal Atatürk, primer presidente de la moderna República de Turquía.

## Antecedentes

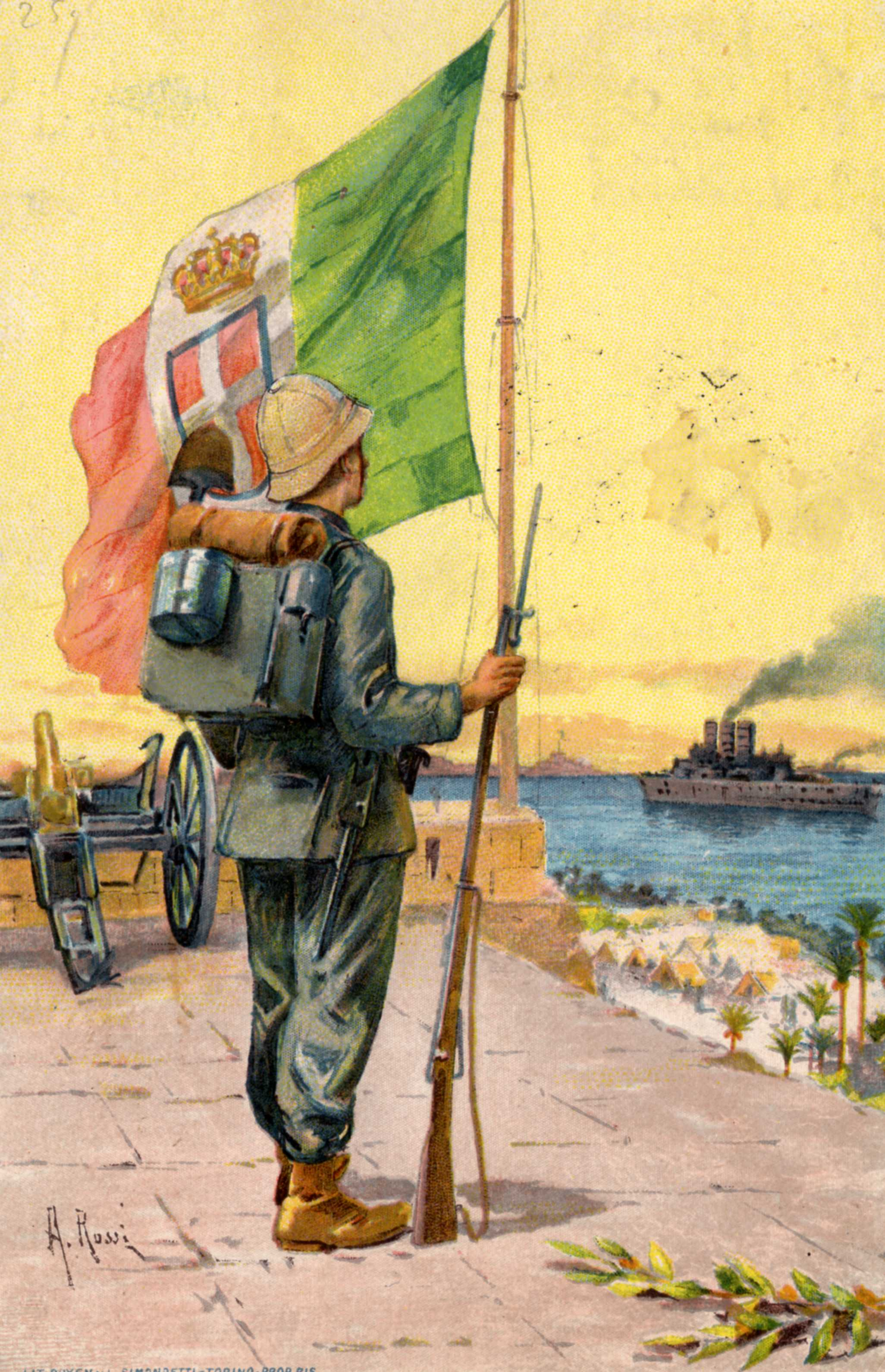
Postal italiana de 1911.

En 1911, la opinión pública italiana, atizada por los nacionalistas y la banca, clamaba por la guerra contra el Imperio otomano, que parecía rechazar toda iniciativa italiana en las provincias de Tripolitania y Cirenaica. Estas dos provincias, las últimas posesiones otomanas en África, estaban gobernadas directamente por Constantinopla desde 1835. Contaban con una población aproximada de algo más de medio millón de habitantes, principalmente árabes, aunque también moraban en ella bereberes, grupos de raza negra y escasas colonias de turcos y occidentales. El Reino Unido dominaba el comercio exterior de la región, que era escaso con Italia. Esta región era el centro de la agitación nacionalista desde la derrota en la batalla de Adua de 1896, que deseaba que sirviese para encauzar la emigración y ampliar el Imperio colonial italiano. El propio Gobierno había fomentado el fervor colonialista mediante diversas medidas (patrocinio de conferencias, fundación de un departamento colonial, impresión de textos que justificaban la anexión de los territorios libios otomanos, etc.). Debía servir además de revancha por la ocupación francesa de Túnez, sometido al protectorado del país vecino desde 1881 (Tratado del Bardo). El territorio era una pieza más del plan italiano para controlar el Mediterráneo mediante la adquisición de territorios en África septentrional.
La reciente Crisis de Agadir entre Francia y Alemania parecía augurar la expansión de los dominios de estas potencias en África, que podría incluso extenderse a las codiciadas provincias otomanas del norte del continente. Con unas finanzas saneadas, un Ejército en buena situación y la aquiescencia tácita de las demás potencias, el país se hallaba listo para tratar de apoderarse de las últimas posesiones otomanas en África del norte. La obtención del territorio se había vuelto, en realidad, una obsesión del Gobierno italiano y de los círculos nacionalistas.
Empleando como pretexto una posible rebelión de los naturales de las provincias y medidas perjudiciales a sus intereses en Tripolitania, el Gobierno de Roma exigió al de Constantinopla el 28 de septiembre poder ocuparlas. Italia afirmaba que el imperio era incapaz de mantener el orden en las provincias norteafricanas. El Gobierno italiano no informó previamente a las potencias, para impedir que se entrometiesen. Las autoridades otomanas, que deseaban evitar la guerra, respondieron al ultimátum italiano ofreciendo aceptar posibles exigencias que no incluyesen la ocupación del territorio, por lo que Italia declaró la guerra al día siguiente, 29 de septiembre.

## Guerra

### Reacción de las potencias
La reacción de las demás potencias a la declaración de guerra italiana fue, en general, negativa. Alemania, Austria-Hungría y el Reino Unido temían que el conflicto afectase a los Balcanes y a los territorios con población musulmana. Francia se mostró, por el contrario, más comprensiva con la reacción italiana. Temiendo enemistarse con Roma y que se coligase con sus enemigos, las potencias en general trataron de no oponerse a sus ambiciones al tiempo que intentaban que la guerra no desencadenase otra contienda en los Balcanes. Al mismo tiempo, intentaron también evitar malquistarse con el Imperio otomano por razones políticas y económicas.

### Defensas otomanas y unidades italianas
Las guarniciones de regulares eran escasas en el territorio: unos doce mil soldados en Trípoli, de los que entre dos mil quinientos y tres mil eran reclutas aún sin adiestramiento; cuatrocientos en Bengasi; setenta en Derna; treinta en Tobruk, veinticinco en Solum y diez en Cirene. Las tropas territoriales eran mucho más numerosas: unos veinte mil soldados, encuadrados en treinta batallones de infantería y sesenta escuadrones de caballería. Ninguno de los puertos contaba con defensas modernas y el abastecimiento de las escasas guarniciones se hacía por mar. La defensa de las provincias dependía en realidad de la población, no de las exiguas unidades regulares.
Por su parte, los italianos reunieron unos cuarenta mil soldados para apoderarse de Libia, que organizaron en dos divisiones de infantería.

### Planes italianos y primeras conquistas (septiembre-octubre de 1911)

Principales operaciones de la guerra

La primera acción italiana fue el bloqueo naval de las dos provincias libias, desde la frontera tunecina a la egipcia, en la que participaron siete acorazados y otro buques menores, que repostaban en Augusta.
El ejército italiano desembarcó enseguida gran cantidad de tropas en las provincias otomanas del norte de África, pero no pudo vencer por completo a los pocos miles de defensores otomanos, respaldados por auxiliares nativos. Los responsables políticos italianos habían esperado erróneamente que la guerra fuese un paseo militar. El plan italiano consistía fundamentalmente en adueñarse rápidamente de la costa e imponer a continuación la cesión diplomática del territorio, sin incurrir en grandes gastos militares ni tener que ocupar el vasto interior por la fuerza. Se esperaba evitar los choques con la población local, con la esperanza de que esta viese el traspaso de soberanía a Italia como una liberación de la opresión otomana. Los sucesivos y detallados planes de invasión italianos, que se habían sucedido desde 1897, se limitaban asimismo a estudiar la manera de ocupar la costa. Entre treinta y cuatro y treinta y nueve mil hombres se consideraban suficientes para batir en corto plazo a las fuerzas otomanas, calculadas en unos siete mil soldados. El interior, desértico y poco poblado, podría ocuparse posteriormente mediante la extensión cuasi pacífica de la nueva administración colonial.

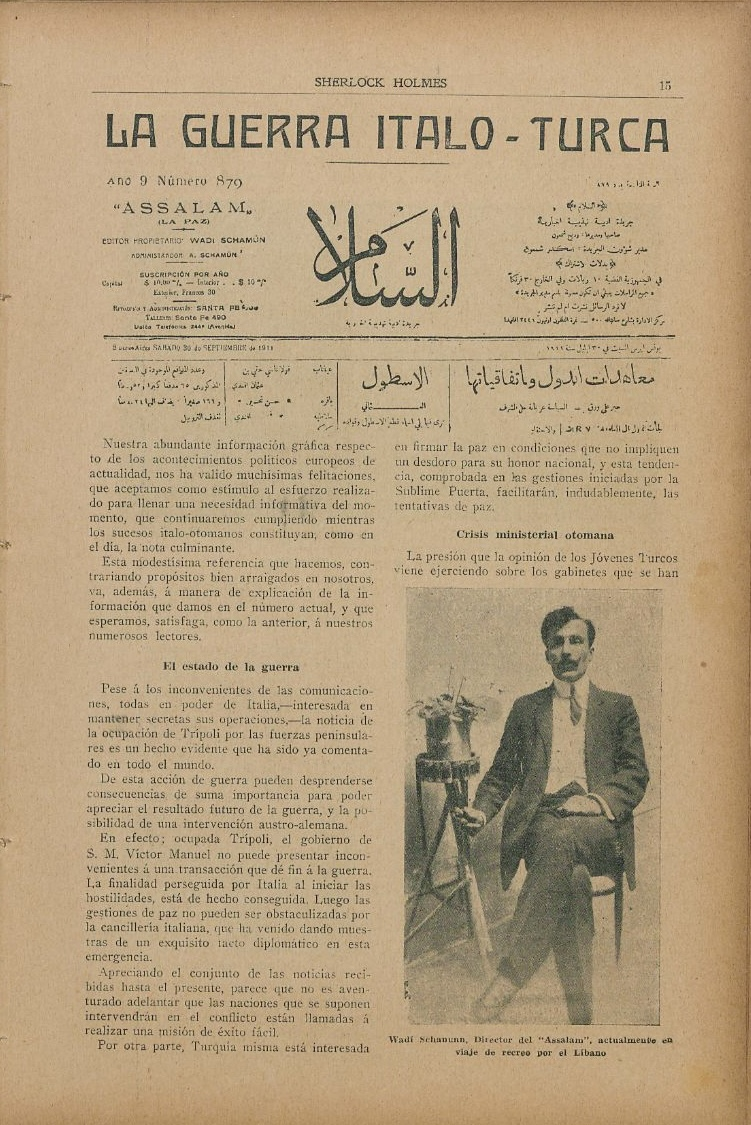
El periódico argentino Assalam sobre los desarrollos políticos tras la ocupación de Trípoli (30 de septiembre de 1911).

Al comienzo, los acontecimientos siguieron lo previsto por los italianos: la Armada bombardeo y tomó Trípoli y Tobruk entre el 4 y el 5 de octubre, sin esperar a las tropas terrestres. Los otomanos apenas resistieron y el 11 del mes llegaron las primeras unidades del Ejército de Tierra italiano a África. Entre el 11 y el 21 de octubre, los italianos se apoderaron de Derna, Al Khoms y Bengasi, sin tener que combatir seriamente salvo en la última, en la que en una corta refriega vencieron a la guarnición otomana, gracias fundamentalmente al bombardeo de la ciudad desde el mar. Los otomanos prefirieron replegarse al interior, dejando la costa a las poderosas fuerzas militares enemigas. Las dos divisiones italianas se apoderaron de todos los objetivos dispuestos en sus planes de invasión, a excepción de la meseta de Yebel Ajdar, que no se ocupó porque los mandos militares la consideraron parte del interior del país y, por tanto, correspondiente a la segunda fase de la ocupación.
Mientras, en Europa, Italia trató de limitar las operaciones, para no suscitar problemas con las potencias. Destruyó cuatro de los seis torpederos enemigos que vigilaban las costas jónicas para evitar el contrabando entre el 29 y el 30 de septiembre, pero luego retiró la escuadra de la costa y se limitó a bloquearla. Envió varios buques de porte menor —cruceros y torpederos— al Egeo a localizar la flota enemiga.
Dos problemas surgieron desde el comienzo de la conquista en Libia: el hostigamiento otomano desde el interior, que había que repeler a menudo usando la artillería de los barcos de guerra y la falta de agua, que afectaba tanto a los soldados italianos como a la población y facilitó la extensión del cólera. Este causó entre veinticinco y treinta muertes diarias a las tropas durante las primeras semanas de la guerra y más incluso a la población civil.

### Fallidos intentos de acabar con el conflicto

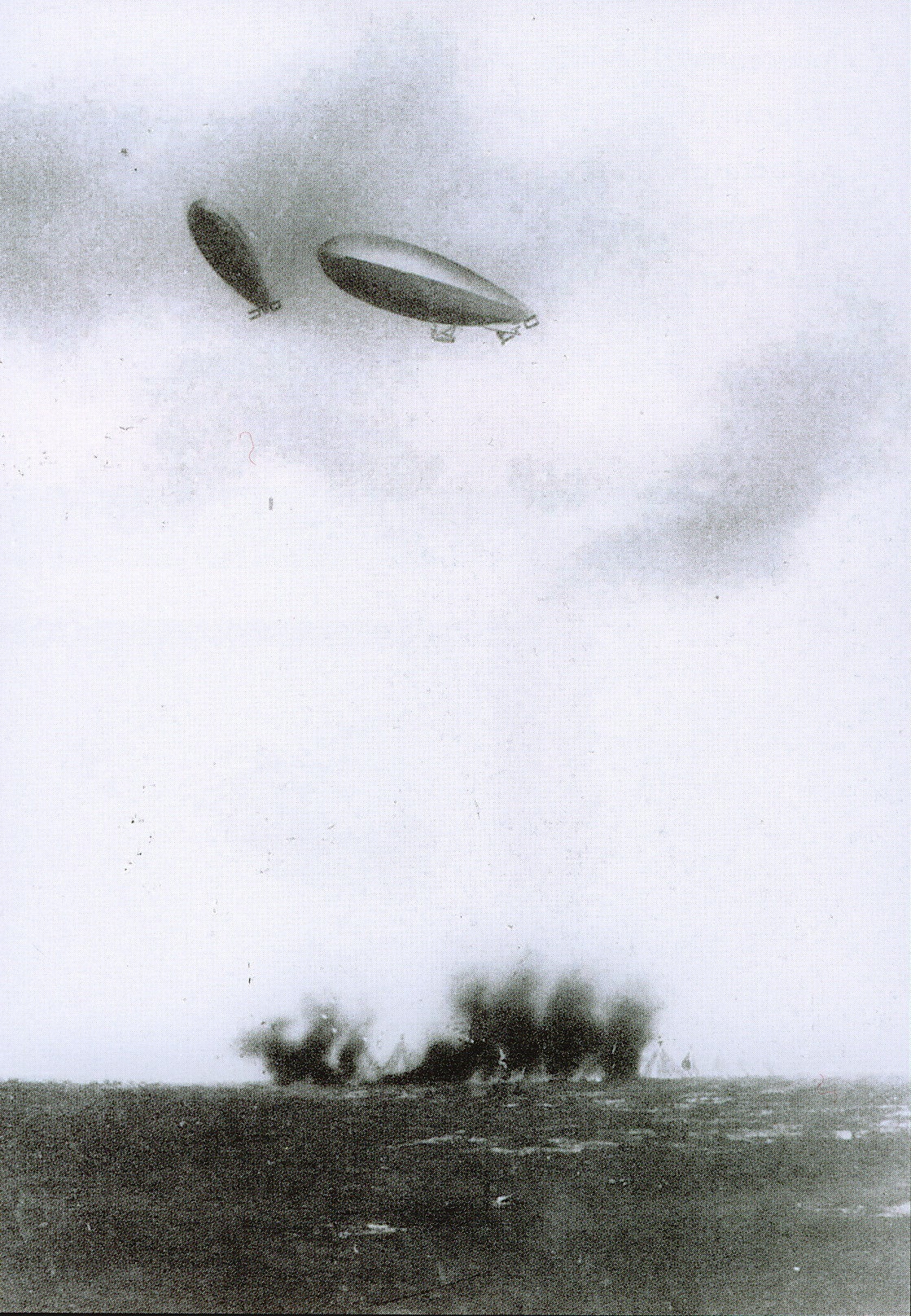
Los dirigibles italianos bombardean posiciones turcas en territorio libio. La Guerra Italo-Turca fue la primera en la historia en presentar bombardeos aéreos por aviones y aeronaves.

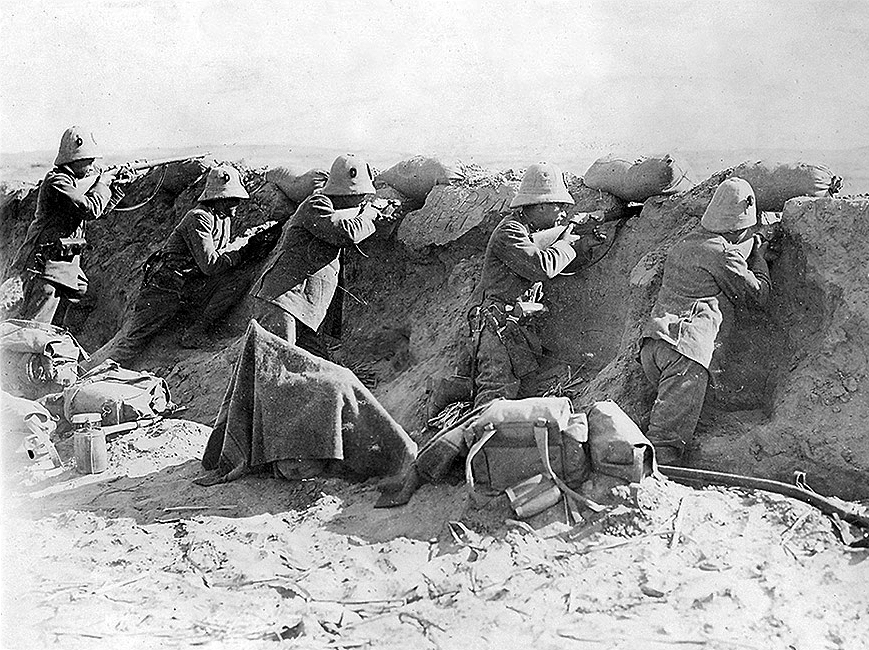
Tropas italianas disparando contra los turcos en Trípoli, 1911.

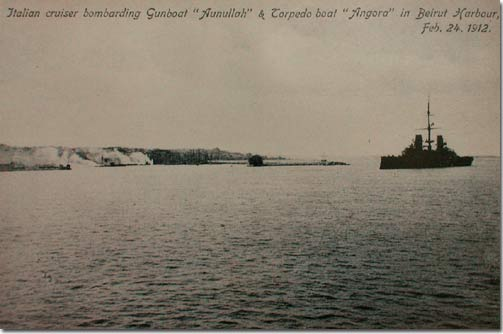
Crucero italiano bombardeando buques otomanos en el puerto de Beirut.

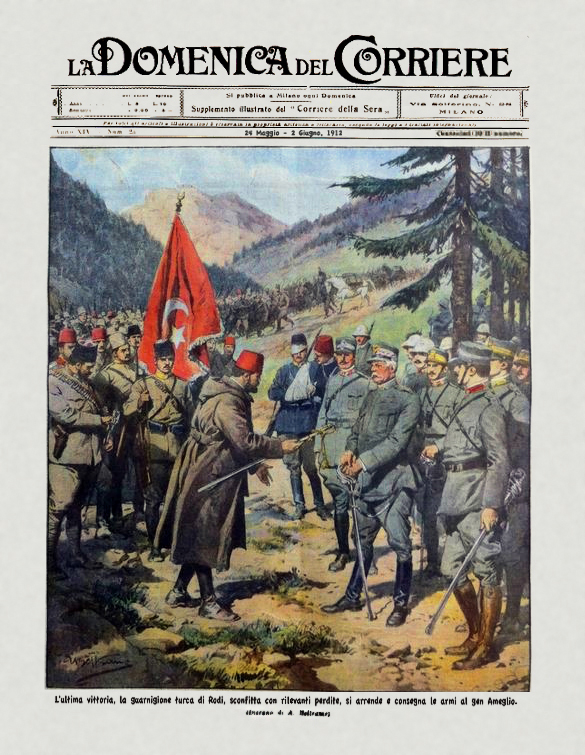
16 de mayo de 1912: rendición de la guarnición turca en Rodas al general italiano Ameglio cerca de Psithos.
(Del semanario italiano La Domenica del Corriere, 26 de mayo - 2 de junio de 1912).

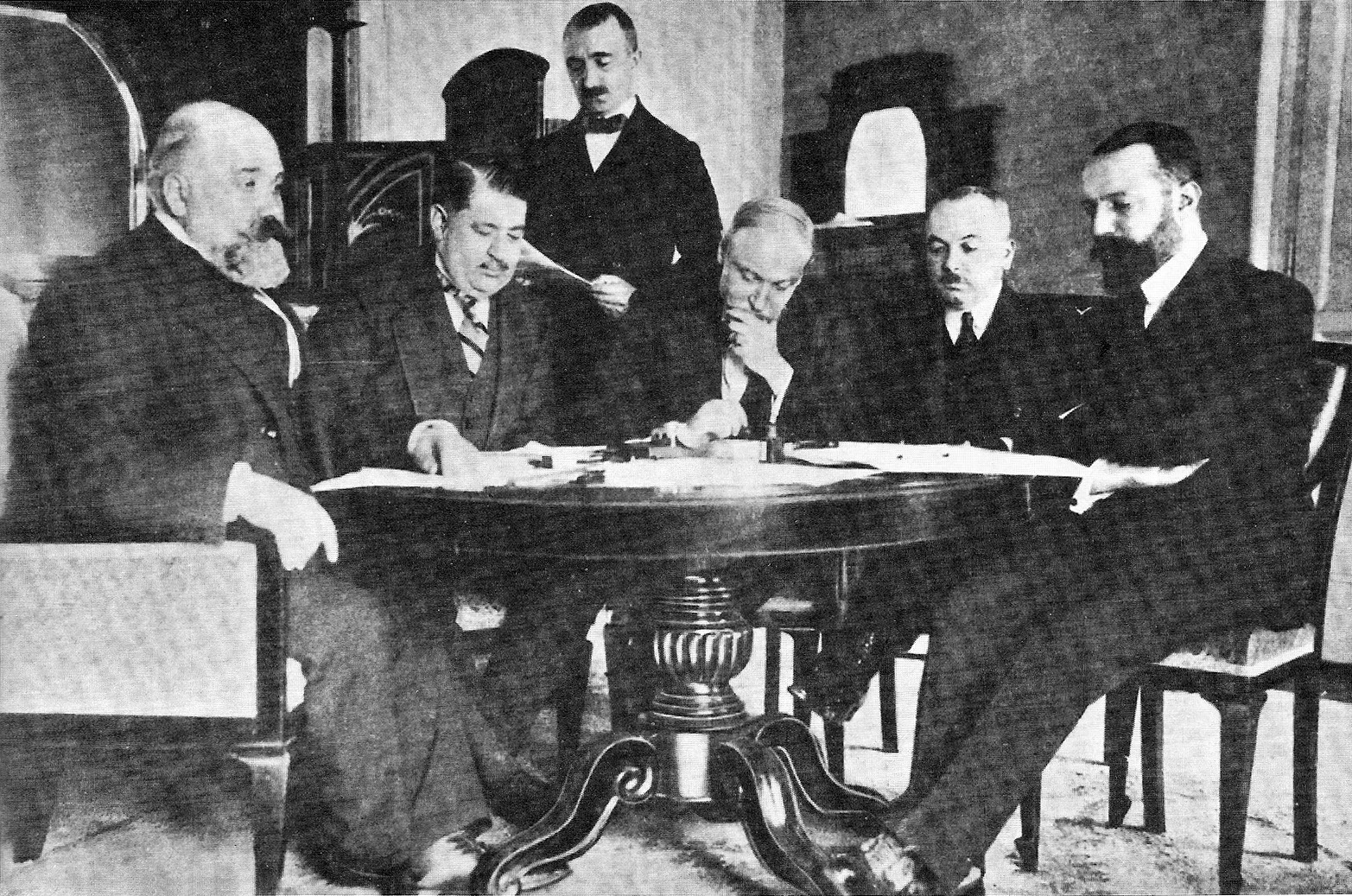
Delegaciones turcas e italianas en Lausana (1912).

Los otomanos ofrecieron arrendar las provincias a los italianos, pero estos se negaron a aceptar la propuesta. La conquista italiana de las ciudades costeras libias, que los otomanos optaron por no defender, endureció la posición italiana. A comienzos de octubre, los otomanos daban ya por perdidas las provincias norteafricanas y estaban dispuestos a cederlas en la práctica a los italianos con tal que se mantuviese en ellas la teórica soberanía del sultán. La principal preocupación del Gobierno constantinopolitano era guardar las apariencias y evitar un cesión incondicional del territorio a los italianos, aunque se había convencido de la imposibilidad de conservarlo si no era formalmente. El 8 de octubre, Constantinopla presentó una nueva propuesta para terminar con el conflicto, que incluía el mantenimiento de la soberanía otomana en las provincias en disputa, que Roma rechazó el día 13. Para entonces el Gobierno italiano estaba decidido a adueñarse del territorio y únicamente estaba dispuesto a aceptar en él la autoridad religiosa —pero no política— del sultán en cuanto califa, y a pagar una compensación económica a los otomanos. Estos, por su parte, rehusaron la contrapropuesta italiana. A finales de octubre, los otomanos se mostraron dispuestos a coligarse con los británicos ante la pasividad de Alemania y Austria-Hungría a cambio de su ayuda contra Italia, pero el Reino Unido declinó la oferta a comienzos de noviembre, no deseando enemistarse con Italia. El intento austrohúngaro de que todas las potencias mediasen en el conflicto fracasó ante la intransigencia de los dos beligerantes.
Creció la exigencia de anexarse el territorio, mientras que los otomanos, que se percataron de la dificultad que tenía en el enemigo para penetrar tierra adentro desde las regiones costeras, se volvieron también menos conciliadores. Las autoridades italianas, cohibidas por la opinión pública, habían abandonado la posibilidad, aceptada hasta entonces, de obtener los ansiados territorios africanos mediante un acuerdo similar al austro-otomano de 1878 sobre Bosnia y Herzegovina: soberanía teórica del sultán, pero administración efectiva del ocupante. La intransigencia gubernamental italiana, debida en parte a la agitación de la derecha nacionalista, que deseaba vengar con la conquista de Libia la derrota ante Etiopía, complicó la labor del Ejército, que no contaba con planes para apoderarse por la fuerza del interior del territorio.

### Apuros otomanos
Los otomanos se encontraban en mala situación militar: el Gobierno no creía en la utilidad bélica de las tribus árabes libias, tenía al grueso de sus tropas enfrascadas en combates en Yemen y Albania —donde había estallado un levantamiento— y descartaba en todo caso el envío de refuerzos de importancia a África ante el bloqueo naval italiano de la zona. La Marina italiana dominaba el mar y la otomana no podía hacerle frente. No parecía tampoco probable que ninguna de las principales potencias impidiese la conquista italiana del territorio en disputa o socorriese a los otomanos. Constantinopla había confiado equivocadamente en que Alemania, con la que mantenía buenas relaciones, impediría que los italianos tratasen de apoderarse de Libia.
En Libia, sin embargo, la situación militar, consecuencia de la falta de acuerdo entre los Gobiernos de los políticos beligerantes, comenzó a favorecer a los otomanos. Estos, replegados en los oasis del interior, necesitaban tiempo para organizar contra los invasores a las tribus árabes y bereberes; la falta de planes militares para conquistar el interior por la fuerza y la dificultad de apoderarse de los oasis que sufrían los italianos facilitaron la tarea.

### Resistencia otomana e intransigencia italiana (noviembre de 1911-enero de 1912)
La primera acción de importancia de los libio-otomanos fue el fallido pero costoso ataque sorpresa a Shara Shatt del 23 de octubre, que les costó a los italianos casi quinientos muertos. Los otomanos habían fracasado en su intento de recobrar Trípoli, pero habían demostrado la capacidad de la resistencia al invasor y habían movilizado contra este a la población. Parte de los tripolitanos se habían alzado contra los italianos, que fusilaron al menos a cien de ellos y deportaron en calidad de prisioneros de guerra a otros tres mil. El interior de Libia, desprovisto de objetivos militares relevantes, suponía un enorme terreno en el que las fuerzas enemigas podían desvanecerse ante cualquier intento italiano de penetración. Por ello, las unidades italianas tuvieron que limitarse a conservar las ciudades costeras y aprestarse a una larga guerra de conquista del interior ante la imposibilidad de imponer una victoria militar rápida.
Pese a ello y a los informes pesimistas de los mandos destacados en Libia, el 5 de noviembre, Italia proclamó la anexión de Trípoli, que el Imperio otomano rechazó. Este a su vez propuso una serie de posibles soluciones a la contienda (autonomía del territorio, cesión de la Tripolitania, entrega de las dos provincias disputadas al jefe de los sanusíes o intercambio de Libia por Eritrea), que Italia rechazó. El fin pactado de la rebelión en Yemen, la prueba de la capacidad de resistencia en Libia y la imposibilidad de negociar un acuerdo que le permitiese mantener la reputación hicieron que el Gobierno otomano se volviese más intransigente ante el anuncio de anexión del italiano. Para los nacionalistas otomanos del Comité de Unión y Progreso, la entrega incondicional de territorios árabes a una potencia cristiana europea podía suponer el levantamiento general de las regiones de población árabe, ya de por sí levantiscas ante el aparente proceso de «turquización» del Estado, peligro que deseaban evitar. La solidaridad islámica, importante para el prestigio del sultán en cuanto que califa, también desempeñó un papel destacado en la decisión otomana de resistir la invasión italiana.
Con el fin de obligar a los otomanos a ceder y ante la incapacidad de ocupar firmemente el territorio norteafricano, en noviembre y diciembre los italianos amenazaron con extender las operaciones bélicas al mar Egeo y a la zona de los estrechos del mar de Mármara. Enviaron también grandes refuerzos a Libia, donde a mediados de noviembre tenían ya unos ochenta y cinco mil soldados y a finales de mes ciento veinte mil. Esto no bastó para evitar que los combates continuasen en torno a Trípoli a lo largo de todo el mes, en los que los dos bandos se arrebataron diversas posiciones. Los italianos mejoraron su control de la zona a comienzos de diciembre, cuando se adueñaron de los oasis situados al este de la ciudad, a unos quince kilómetros, y del centro de operaciones enemigo al sur de la ciudad, en Ain Zara, que cayó en sus manos el 4 del mes. Más al este la situación era parecida: en Bengasi la guarnición italiana dominaba la ciudad, pero sufría el hostigamiento constante del enemigo, cuyos asaltos tenía que rechazar con la ayuda de los cañones de la armada.
En enero de 1912, el poderoso jefe de la orden sanusí, cuyo centro se hallaba en la Cirenaica, declaró su respaldo a los otomanos y proclamó la yihad contra los invasores. Ese mismo mes los italianos hundieron siete pequeñas cañoneras enemigas que habían tratado en balde de llegar al Mediterráneo desde el golfo pérsico y, al quedarse sin carbón, se habían refugiado en el puerto de Kunfuda. Bombardearon el puerto, así como otros del mar Rojo (Yebana, Cheikh Said, Moca y Midy).

### Nuevos intentos de conciliación
A principios de enero de 1912, los otomanos se avinieron a ceder la costa libia a los italianos si conservaban el interior, pero nuevamente los italianos declinaron la propuesta otomana. En abril fracasó un intento conjunto de las potencias de mediar entre los países enfrentados. El Parlamento elegido ese mes, dominado por los Jóvenes Turcos, nacionalistas, se negaba a tratar con los italianos, pese al estancamiento de la situación militar en Tripolitania. Ese mismo mes, Italia acometió una incursión naval en la zona de los estrechos del mar de Mármara y ocupó las islas del Dodecaneso. Los mandos militares habían propuesto atacar distintos puntos del imperio enemigo, pero el Gobierno, que se había comprometido con las demás potencias a limitar la guerra a Libia, tuvo que rechazar los principales planes, que las potencias no hubiesen tolerado.
En junio los austrohúngaros, preocupados por las consecuencias que podrían tener en los Balcanes la continuación de la guerra y deseando que los italianos evacuasen las catorce islas del sureste del Egeo que habían ocupado, presentaron una nueva propuesta de paz, que de nuevo fracasó.
En julio varios torpederos italianos penetraron en el mar de Mármara, infringiendo así la neutralidad de los estrechos pactada en 1871. La irritación de las potencias hizo que los barcos tuviesen que retirarse sin lograr resultado reseñable alguno. Estas no deseaban que una acción decidida de los italianos precipitase el hundimiento del Imperio otomano y desencadenase una crisis política en los Balcanes. Italia se veía así estancada en un conflicto que no podía ganar militarmente en Libia, ni políticamente mediante un ataque decisivo a los centros vitales del enemigo, por impedírselo las potencias, ni diplomáticamente por la dureza de las condiciones que deseaba imponer y que las hacían inaceptables para el Gobierno otomano.
Mientras, en Libia, los italianos, pese al enorme coste que suponía para la Hacienda pública la expedición africana, apenas lograron lentos avances hacia el interior desde sus plazas fuertes en la costa, al precio de cruentos combates con las fuerzas libio-otomanas. Contaban, sin embargo, con unos cien mil soldados, artillería pesada e incluso con algunos camiones y aviones; estos últimos era la primera vez que se empleaban en operaciones militares. Los tardíos intentos de bloquear la entrada de refuerzos y pertrechos desde Túnez y Egipto, que los otomanos enviaban subrepticiamente, dieron escaso resultado.
En el Imperio otomano se produjo un motín del Ejército, que originó la caída del Gobierno de Mehmed Said Bajá el 17 de julio y puso fin a las conversaciones bilaterales italo-otomanas en Lausana el 28. El nuevo Gobierno, presidido por Ahmed Muhtar Bajá y con el cristiano Gabriel Effendi Noraghurdia como ministro de Asuntos Exteriores, se mostró más dispuesto que el anterior a tratar la paz con los italianos. En consecuencia, las negociaciones con estos se reanudaron el 13 de agosto, tras disolverse el belicoso Parlamento imperial. La inminencia de una agresión de las naciones balcánicas preocupaba además a las autoridades otomanas, que deseaban poner fin cuanto antes a la contienda con Italia para poder hacerle frente. En efecto, Montenegro declaró la guerra al imperio el 8 de octubre. Fue la amenaza balcánica al imperio lo que puso fin al bloqueo del conflicto. Italia aprovechó los apuros del enemigo para amenazar con reanudar las operaciones navales si el imperio no se avenía a firmar la paz para el 15 del mes. El imperio cedió finalmente y el 15 de octubre, último día del plazo concedido por Italia, rubricó la paz.

## Consecuencias
Para permitir a los otomanos salvar las apariencias, el tratado bilateral de paz se mantuvo en secreto. Oficialmente, el Imperio otomano otorgó autonomía a las provincias libias. Por su parte, Italia promulgó un decreto anexándoselas, que las potencias se apresuraron a aceptar. Las dos partes firmaron dos tratados: el de Ouchy del 15 de octubre y el posterior de Lausana del 18 del mismo mes. En ellos se disponía la evacuación otomana de Libia, pero también la evacuación italiana de las islas del Dodecaneso.
La invasión de Libia acabaría resultando una empresa muy onerosa para Italia. La guerra costó a Italia unos mil trescientos millones de liras, alrededor de mil millones más de lo que el primer ministro italiano Giovanni Giolitti había previsto que supondría antes del comienzo de la contienda. Esto supuso dilapidar todas las reservas que el Estado italiano había logrado acumular durante los diez años anteriores. En el presupuesto gubernamental para 1912-1913, las partidas relacionadas con la guerra acaparaban el 46,9 % del dinero disponible. Militarmente, Italia había quedado malparada por la lentitud de los avances de sus ejércitos en África.
Después de la retirada del Ejército otomano, los italianos pudieron extender su ocupación fácilmente hacia el resto del país, haciéndose con el control de la Tripolitania oriental, Gadamés, el Djebel, Fezán y Murzuk durante el año 1913. Parte de la ocupación se llevó a cabo mediante el soborno de los notables regionales. Sin embargo, el estallido de la Primera Guerra Mundial y la necesidad de llevar tropas de vuelta a Italia, la proclamación de la yihad por los otomanos y la sublevación de los libios en Tripolitania forzó a los italianos a abandonar todos los territorios ocupados y atrincherarse en Trípoli, Derna, y en la costa de Cirenaica. Los sanusíes, muy autónomos durante el periodo otomano y neutrales durante el conflicto italo-otomano, se sublevaron por fin en abril de 1914, viendo en peligro su cuasi independencia. A finales de 1914, las últimas tropas italianas abandonaron el territorio y se refugiaron en el Túnez francés. El Reino Unido, que mantuvo buenas relaciones con los sanusíes, los reconoció como Gobierno legítimo del territorio tras la expulsión de los italianos, actitud similar a la francesa.
El control italiano sobre la mayor parte del interior de Libia fue inefectivo hasta finales de la década de 1920, cuando las fuerzas coloniales al mando de los generales Pietro Badoglio y Rodolfo Graziani llevaron a cabo sangrientas campañas de pacificación. La llamada «Pacificación de Libia» duró hasta 1932, cuando los ocupantes lograron finalmente asegurar el control italiano del territorio libio.
La resistencia se agotó solo después de la ejecución del líder rebelde Omar Mukhtar el 15 de septiembre de 1931. El resultado de la colonización italiana para la población libia fue que, a mediados de la década de 1930, se había reducido a la mitad debido a la emigración, el hambre y las bajas de guerra. La población libia en 1950 estaba al mismo nivel que en 1911, aproximadamente 1,5 millones, es decir, la «Pacificación de Libia» causó la muerte de más de 1 millón de libios.

### Guerra irregular y atrocidades
Con un decreto del 5 de noviembre de 1911, Italia declaró su soberanía sobre Libia. Aunque los italianos controlaban la costa, muchas de sus tropas habían muerto en batalla y quedaban casi 6.000 soldados otomanos para hacer frente a un ejército de casi 140.000 italianos. Como resultado, los otomanos comenzaron a utilizar tácticas de guerrilla. De hecho, algunos oficiales de los "Jóvenes Turcos" llegaron a Libia y ayudaron a organizar una guerra de guerrillas con los muyahidines locales. Muchos libios locales unieron fuerzas con los otomanos debido a su fe común contra los "invasores cristianos" y comenzaron una sangrienta guerra de guerrillas. Las autoridades italianas adoptaron muchas medidas represivas contra los rebeldes, como ahorcamientos públicos como represalia por las emboscadas.
El 23 de octubre de 1911, más de 500 soldados italianos fueron masacrados por las tropas turcas en Sciara Sciatt, en las afueras de Trípoli. Como consecuencia, al día siguiente, la masacre de Trípoli de 1911 hizo que las tropas italianas asesinaran sistemáticamente a miles de civiles moviéndose uno a uno por las casas y jardines locales, incluso incendiando una mezquita con 100 refugiados dentro. Aunque las autoridades italianas intentaron evitar que se conociera la noticia de la masacre, el incidente pronto se hizo conocido internacionalmente. Los italianos comenzaron a mostrar fotografías de los soldados italianos masacrados en Sciara Sciat para justificar su venganza.